# Грендальсбрун
59°19′06″ пн. ш. 17°59′55″ сх. д. / 59.31833333° пн. ш. 17.99861111° сх. д.
Грендальсбрун (швед. Gröndalsbron) — два мости, через Ессінгесундет між Грендаль і Стора-Ессінген, в центрі Стокгольма, Швеція.
Старший міст, відкрито в 1967 році, є 460-метровою дистанцією автомагістралі Ессінгеледен, з яких 260 м над водою, розділений на три попередньо напружені бетонні каркаси довжиною 70, 120 і 70 м. 
Завдяки кільком пандусам, що з’єднуються з мостом, ширина варіюється від 38 до 45 м, а горизонтальний просвіт по всій конструкції становить 26 метрів. 

Другий міст, відкрито в 2000 році, ним прокладено Tvärbanan, і є 120 м попередньо напруженим бетонним коробчастим мостом. 
Після його відкриття у бетоні були виявлені тріщини. 
З тих пір міст був укріплений і досі діє. 